# Angle de His
L'incisure cardiale (ou angle de His en ancienne nomenclature) est l'angle formé entre le cardia (portion initiale de l'estomac) et l'œsophage. 
Cet angle fait partie intégrante du système anti-reflux anatomique avec l'aide de l'anneau musculo-fibreux du sphincter inférieur de l'œsophage, de l'amarrage phréno-œsophagien et la pression abdominale. Ce dispositif, permet le passage normal du bol alimentaire sans reflux (éructations ou reflux occasionnel possible). Chez le nourrisson de moins de 1 an, ce système est immature, les régurgitations sont donc fréquentes avant 1 an.